# Nikon
Nikon Corporation (яп. 株式会社ニコン кабусики гайся никон, произносится «Никон»о файле) — японская компания, специализирующаяся на оптико-механическом и электронном производстве устройств для регистрации изображения, главным образом, фотоаппаратов и объективов. Один из крупнейших мировых лидеров в области разработки оптических приборов и изготовления оптического стекла.
Nikon входит в Mitsubishi Group. Основана Kōgaku Kōgyō 25 июля 1917 года под названием Nippon Kogaku K.K. (Nippon Kogaku Kabushiki Kaisha), переименована в 1988 году. Президент — Тосикадзу Умататэ (Toshikazu Umatate). Штаб-квартира в Токио.

## Историческая справка
Nikon Corporation была основана в 1917 году слиянием трёх производителей оптического оборудования (Seisakusho, Iwaki Glass Co, Fujii Lens) в полностью интегрированную компанию под названием Nippon Kogaku Kokyo K.K. Компания производила оптические приборы для военного флота Японии.
В 1932 году появилась торговая марка объективов Nikkor. Во время Второй мировой войны компания выросла до 19 заводов и 23 тысяч сотрудников. Компания производила бинокли, объективы, перископы и прицелы для армии Японии. После войны компания начала выпуск гражданской продукции на одном заводе под контролем оккупационной администрации. Первоначально был разработан среднеформатный двухобъективный зеркальный фотоаппарат (6×6 см), но в дальнейшем было решено развивать малоформатную технику, и в 1946 году появился первый 35-мм фотоаппарат под брендом «Nikon». Тогда же были прекращены поставки объективов для 35-мм фотоаппаратов «Canon». «Nikon» становится названием компании. В 1948 году начался экспорт в Гонконг фотоаппаратов Nikon I.
В 1950 году выпущен дальномерный фотоаппарат Nikon S. С начала Корейской войны американский фотожурналист Дэвид Дуглас Дункан (англ. David Douglas Duncan) познакомился с молодым японским фотографом Джуном Мики, который показал ему возможности фотоаппарата и объективов. Оценив камеру по достоинству, Дункан начал ей активно снимать и продвигать среди коллег. Так фотоаппаратура Nikon приобрела известность на рынке США, ставшем ключевым для компании. В 1953 году основана компания Nippon Kogaku USA Inc. (сейчас называется Nikon Optical Co., Inc.) для экспорта фотоаппаратов Nikon в США.
В 1957 году начался выпуск самой успешной дальномерной модели Nikon SP, не уступающей по оснащённости и качеству культовой Leica M3 с объективами Carl Zeiss. В 1959 году появляется Nikon F и компания переключается на разработку наиболее перспективных в тот момент однообъективных зеркальных камер, приостановив работы над дальномерными. Благодаря техническому совершенству и надёжности около 30 лет семейство Nikon F оставалось «золотым стандартом» в профессиональной фотографии. В 1962 году компания произвела для Токийской обсерватории 91-см телескоп-рефлектор. В 1974 году для обсерватории Kiso построен 105-см зеркально-линзовый телескоп Шмидта. В 1963 году выпущен фотоаппарат для подводной съёмки Nikonos со сменными объективами. В 1971 году выпущен фотоаппарат Nikon F2, предназначенный для замены Nikon F и быстро завоевавший популярность профессионалов.
В 1980 году компания начала выпуск оборудования для производства полупроводниковых приборов (фотолитография). В этом же году появился Nikon F3, первый профессиональный фотоаппарат с электронно-управляемым затвором и цифровым ЖК-дисплеем в видоискателе. Специальная версия Nikon F3 NASA принимала участие в космических полётах NASA, сменив устаревший Nikon F NASA. В 1982 году выпущена цветная видеокамера S-100 для домашнего видео. В США создана компания Nikon Precision Inc. Компания продаёт оборудование для полупроводниковой промышленности.
В 1983 году выпущен первый серийный профессиональный автофокусный фотоаппарат компании Nikon F3 AF с двумя объективами: AF-Nikkor 80/2,8 и AF-Nikkor 200/3,5. В 1986 году начался выпуск вариообъективов для телекамер. В 1988 году начат выпуск фотоаппарата Nikon F4 с современным фазовым автофокусом. Камера стала первым в мире профессиональным фотоаппаратом, электропривод которого выполнен несъёмным, а курок ручного взвода затвора отсутствует. Практически одновременно налажен выпуск зеркального видеофотоаппарата Nikon QV-1000C, благодаря которому агентство Ассошиэйтед Пресс смогло передать в газеты снимок Джорджа Буша, дающего присягу, через 45 секунд после объявления об избрании его президентом.
В 1990 году открыто отделение компании в Таиланде, а через год построен завод. К 2000 году на нём работало 2000 человек, а в 2004 уже 8000. В 1991 году совместно с NASA Nikon разработал один из первых в мире цифровых зеркальных фотоаппаратов на основе Nikon F4 и новейшей в тот момент ПЗС-матрицы с разрешением в 1 мегапиксель. Камера активно использовалась в космической программе Space Shuttle. В 1995 году совместно с Fujifilm разработан прототип цифрового фотоаппарата. В 1997 году появился компактный цифровой фотоаппарат Nikon Coolpix 100. В 1999 году выпущен первый профессиональный цифровой зеркальный фотоаппарат Nikon D1. В 1996 году начался выпуск фотоаппаратов Nikon F5, а в 2004 — Nikon F6.
В 2006 году компания значительно сокращает выпуск плёночных фотоаппаратов. Продолжают выпускаться только профессиональный Nikon F6 и простейший Nikon FM10, разработанный на основе унифицированного шасси Cosina CT-1. В 2007 году начался выпуск фотоаппарата Nikon D3. В 2008 году представлена на рынок любительская камера Nikon D90 и Nikon D700 — вторая у компании модель, оснащённая полнокадровым сенсором формата Nikon FX. В 2009 компания выпустила на рынок камеру D3s, которая пришла на смену D3 и первую свою зеркальную фотокамеру с поворотным экраном и возможностью видеосъёмки Nikon D5000. Начиная с моделей D3, D90, D700, D300, D5000 в конструкции фотокамер Nikon используется фотоматрица КМОП, до 2007 года использовалась ПЗС-матрица.
В 2010 году представлены любительские камеры Nikon D3100 и Nikon D7000. В 2011 году выпущен ещё один любительский Nikon D5100. В 2012 году представлены профессиональный Nikon D4 и полупрофессиональные Nikon D800, Nikon D800E и Nikon D600, а также любительские Nikon D3200 и Nikon D5200. В 2013 году в Лаосе основано Nikon Lao Co., Ltd. В 2014 году главный офис компании переехал в Синагаву (район Токио) по адресу Shinagawa Intercity Tower C, 2-15-3, Konan, Minato-ku, Tokyo. В августе 2010 года суммарный выпуск объективов Nikkor достиг 55 миллионов штук, в апреле 2011 года — 60 миллионов штук, а в июле 2016 года превысил 100 миллионов штук. С 2016 года компания выпускает флагманскую модель профессионального фотоаппарата Nikon D5. В 2017 году Nikon отпраздновал 100-летний юбилей, а через год начал массовое производство полнокадровых беззеркальных фотоаппаратов новейшей серии Nikon Z.
В 2021 году Nikon полностью прекратил производство зеркальных камер в Японии и перенёс его на своё предприятие в Таиланде. В Японии сохранится лишь выпуск запчастей и сменных объективов.

## Деятельность
Подразделения по состоянию на 2021 год:
- Точное оборудование — производство систем для изготовления микросхем методом иммерсионной литографии, а также систем для FPD-литографии при изготовлении ЖК-дисплеев и дисплеев на органических светодиодах; 41 % выручки.
- Фотоаппаратура и фотопринадлежности — производство фотоаппаратов, фотообъективов (под торговой маркой Nikkor), фотовспышек, спортивной оптики (биноклей) и программного обеспечения; 33 % выручки.
- Здравоохранение — производство медицинского оборудования и офтальмологических линз (совместная компания Nikon-Essilor Co., Ltd.); 14 % выручки.
- Инструменты — производство микроскопов (в том числе промышленных) и измерительного оборудования; 12 % выручки.

По доле в выручке основными регионами деятельности являются Китай (27 %), США (25 %), Япония (16 %), Европа (16 %).
С 2006 года компания почти полностью прекратила выпуск плёночных камер (в линейке остались только две модели — Nikon F6 и Nikon FM10), сконцентрировавшись на выпуске цифровой фототехники. При этом техническая поддержка снятых с производства камер продолжалась ещё в течение десяти лет.
По состоянию на 2021 год Nikon занимала третье место в мире по объёму продаж цифровых фотоаппаратов с долей на рынке 13,7 % (у Canon — 49,7 %, Sony — 22,1 %)
.
|                      | 2006  | 2007  | 2008  | 2009  | 2010   | 2011  | 2012  | 2013  | 2014  | 2015  | 2016  | 2017  | 2018  | 2019  | 2020  | 2021    | 2022   |
| -------------------- | ----- | ----- | ----- | ----- | ------ | ----- | ----- | ----- | ----- | ----- | ----- | ----- | ----- | ----- | ----- | ------- | ------ |
| Оборот               | 730,9 | 822,8 | 955,8 | 879,7 | 785,5  | 887,5 | 918,7 | 1010  | 980,6 | 857,8 | 841,0 | 749,3 | 717,1 | 708,7 | 591,0 | 451,2   | 539,6  |
| Операционная прибыль | 66,59 | 102,0 | 135,2 | 48,19 | -13,85 | 54,05 | 80,08 | 51,00 | 62,94 | 43,41 | 35,27 | 0,744 | 56,24 | 82,65 | 6,743 | -56,241 | 49,934 |
| Чистая прибыль       | 28,95 | 54,83 | 75,48 | 28,06 | -12,62 | 27,31 | 59,31 | 42,46 | 46,83 | 18,36 | 29,95 | 3,967 | 34,77 | 66,51 | 7,693 | -34,50  | 42,68  |
| Активы               | 690,9 | 748,9 | 820,6 | 749,8 | 740,6  | 829,9 | 860,2 | 864,7 | 949,5 | 972,9 | 982,6 | 1018  | 1098  | 1135  | 1006  | 989,7   | 1040   |

### Nikon в России
В Москве функционирует представительство Nikon по СНГ. С 1 июля 2008 года в Москве начало деятельность ООО «Никон», филиал Nikon Corporation, осуществляющий и координирующий продажу и сервисное обслуживание техники, выпускаемой японской компанией.
В декабре 2010 года Nikon распространила на Россию сервис NPS (Nikon Professional Services), позволяющий произвести ремонт профессиональной техники за 48 часов или получить замену на время ремонта, а также производить её ежегодное бесплатное обслуживание, чистку и лёгкий ремонт.

## Плёночные фотоаппараты
Компания Nikon завоевала мировую известность своими фотоаппаратами, в основном рассчитанными на 35-мм фотоплёнку. Фирма оставалась мировым лидером фотоаппаратостроения несколько десятилетий, уступив первенство компании Canon только в конце 1980-х годов. В январе 2006 года Nikon объявил о прекращении производства всех плёночных фотоаппаратов, и концентрации усилий на рынке цифровых камер. В производственной линейке остались только две модели: профессиональный Nikon F6 и наиболее доступный любительский Nikon FM10. При этом, компания гарантировала обслуживание всей выпущенной плёночной техники в течение 10 лет после прекращения производства.

### Малоформатные зеркальные фотоаппараты без автофокуса
Профессиональные
- Nikon F (1959—1972, в Германии продавался под названием Nikkor-F)
- Nikon F2 (1971—1980)
- Nikon F3 (1980—1997)

Полупрофессиональные
- Семейство Nikkorex (1960—1964)
- Семейство Nikkormat F (1965—1977, в Японии продавались как Nikomat F)
- Nikon FM (1977)
- Nikon FM2 (1982—2000)
- Nikon FM10 (1995)
- Nikon FM3A (2001)

Полупрофессиональные с электронным управлением
- Семейство Nikkormat EL (1972, в Японии продавались как Nikomat EL)
- Nikon EL2 (1977)
- Nikon FE (1978)
- Nikon FE2 (1983)
- Nikon FA (1983)
- Nikon F601m (1990) (в Северной Америке назывался N6000)
- Nikon FE10 (1996)

Начального уровня
- Nikon EM (1979)
- Nikon FG (1982)
- Nikon FG20 (1984)
- Nikon F301 (1985) (в Северной Америке назывался N2000)

### Фотоаппараты усовершенствованной фотосистемы
- Nikon Pronea 600i[29] (Pronea 6i, 1996)
- Nikon Pronea S[30] (1997)

### Малоформатные зеркальные фотоаппараты с автофокусом
Профессиональные
- Nikon F3AF (1983, модифицированный F3)
- Nikon F4 (1988)
- Nikonos RS (1992)
- Nikon F5 (1996)
- Nikon F6 (2004)

Полупрофессиональные
- Nikon F501 (1986) (в Северной Америке продавался как N2020)
- Nikon F801 (1988) (в Северной Америке продавался как N8008)
- Nikon F801S (1991) (в Северной Америке продавался как N8008s)
- Nikon F90 (1992) (в Северной Америке продавался как N90)
- Nikon F90X (1994) (в Северной Америке продавался как N90s)
- Nikon F80 (2000) (в Северной Америке продавался как N80)
- Nikon F100 (1999)

Любительские
- Nikon F601 (1990) (в Северной Америке продавался как N6006)
- Nikon F70 (1994) (в Северной Америке продавался как N70)
- Nikon F75 (2003) (в Северной Америке продавался как N75)

Начального уровня
- Nikon F401 (1987) (в Северной Америке продавался как N4004)
- Nikon F401S (1989) (в Северной Америке продавался как N4004s)
- Nikon F401X (1991) (в Северной Америке продавался как N5005)
- Nikon F50 (1994) (в Северной Америке продавался как N50)
- Nikon F60 (1999) (в Северной Америке продавался как N60)
- Nikon F65 (2000) (в Северной Америке продавался как N65)
- Nikon F55 (2002) (в Северной Америке продавался как N55)

### Профессиональные дальномерные фотоаппараты
- Nikon I (1948)
- Nikon M (1949)
- Nikon S (1951)
- Nikon S2 (1954)
- Nikon SP (1957)
- Nikon S3 (1958)
- Nikon S4 (1959)
- Nikon S3M (1960)
- Nikon S3 2000 (2000)
- Nikon SP Limited Edition (2005)

### Компактные фотоаппараты
С 1983 года до начала 2000-х Nikon выпускал широкий ассортимент компактных фотоаппаратов. Первые модели назывались в соответствии с серией, в которую они входили, например, L35/L135, RF/RD, W35 и так далее. Позднее камеры стали получать двойное название: в соответствии с серией и торговую марку. Торговые названия соответствовали классу фотоаппарата, например Zoom-touch при наличии мощного зума, Lite-touch для сверхкомпактных моделей, Fun-touch при упрощённом управлении и так далее. В конце 1990-х Nikon упразднил названия серий, оставив только торговые наименования. Например, все компакты усовершенствованной фотосистемы назывались Nuvis. Стоимость компактных фотоаппаратов Nikon колебалась от самых дешёвых простейших «мыльниц», до элитных моделей Nikon 28Ti и Nikon 35Ti в титановом корпусе с пространственным матричным экспозамером.

### Фотоаппараты Nikonos для подводной съёмки
В 1963 году Nikon начал выпуск фотоаппаратов для дайвинга серии Nikonos. Первые модели семейства были усовершенствованными версиями французского фотоаппарата Calypso, разрабатывавшегося под руководством Жака-Ива Кусто. В дальнейшем Nikon усовершенствовал фотосистему, сделав её самой известной в сфере подводной фотографии.
- Nikonos (1963)
- Nikonos II (1968)
- Nikonos III (1975)
- Nikonos IV-A (1980)
- Nikonos V (1984)
- Nikonos RS AF (1992, первый в мире подводный фотоаппарат со сменной оптикой и автофокусом[32][33])

### Кинокамеры
Кроме фотоаппаратуры Nikon выпускал несколько моделей любительских кинокамер для 8-мм киноплёнки.
Формат 2×8
- Nikkorex 8 (1960)
- Nikkorex 8F (1963)

Формат 8-Супер
- Nikon Super Zoom 8 (1966)
- Nikon 8X Super Zoom (1967)
- Nikon R8 Super Zoom (1973)
- Nikon R10 Super Zoom (1973)

## Видеокамеры
За свою историю Nikon выпустил единственную модель камеры для записи домашнего видео. Модель называлась «Nikon Color Video Camera S-100» и была представлена в июне 1982 года. Камера предназначалась для записи на внешний видеомагнитофон, с которым соединялась кабелем. Бурное развитие комбинированных устройств, объединяющих телекамеру с видеомагнитофоном в общем корпусе, не позволило компании конкурировать на рынке видео, и направление было свёрнуто.

## Видеофотоаппараты
Компания одной из первых начала разработку бесплёночных фотоаппаратов на основе ПЗС-матриц. Первые камеры сохраняли на магнитной дискете аналоговый видеосигнал, считанный с матрицы в одном из существующих телевизионных стандартов. Поэтому устройства получили название видеофотоаппарат, и не считаются цифровыми.
- Nikon Still Video Camera Model 1 (Nikon SVC)

Прототип разработан и изготовлен по заказу Nikon компанией Panasonic, а впервые показан на выставке Photokina в 1986 году. Камера выполнена по схеме однообъективного зеркального фотоаппарата, снабжённого сменными объективами с байонетом нового стандарта «QV», совместимого через адаптер QM-100 с оптикой Nikon F. Камера служила выставочным образцом и никогда не продавалась.
- Nikon QV-1000C

Зеркальный видеофотоаппарат c автофокусом и сменными объективами стандарта QV в отличие от предыдущей модели разработан компанией Nikon самостоятельно, и представлен 26 августа 1988 года. Как и предыдущая модель, фотоаппарат записывает чёрно-белое изображение на специальные дискеты стандарта Video Floppy, разработанного Sony. Предназначен для фотожурналистов, работающих в условиях дефицита времени (QV в названии обозначает «Quick Vision»). Цветом пожертвовали в пользу чёткости изображения, состоящего из 380 тысяч пикселей. В комплекте с камерой поставлялся трансмиттер QV-1010T, позволяющий передавать готовые снимки по телефонной линии.
С появлением первых цифровых фотоаппаратов, чёткость которых не ограничена телевизионными стандартами разложения, и свободными от накопления искажений аналоговым сигналом, видеофотоаппараты быстро вышли из употребления. Разработки Nikon в этом направлении были свёрнуты, а усилия конструкторов сконцентрировались на цифровой аппаратуре.

## Цифровые фотоаппараты

### Компактные цифровые фотоаппараты
История семейства Nikon Coolpix началась в 1997 году моделью «Coolpix 100» с 330-килопиксельной ПЗС-матрицей. Линейка продолжает выпускаться уже третье десятилетие и включает в себя компактные фотоаппараты самых разных типов: от продвинутых до псевдозеркальных и простейших «мыльниц». Всего выпущено пять линеек, каждой из которых соответствует одна или две буквы в начале индекса, обозначающего модель: A, AW, L, P и S. Наиболее совершенные модели начинаются на букву «P», означающую Performance.
Фотоаппараты с крупной матрицей
- Nikon Coolpix P6000, август 2008 (ПЗС, 14 мегапикселей, 4-кратный зум)
- Nikon Coolpix P7000, сентябрь 2010 (ПЗС, 10,1 мегапикселей, 7-кратный зум)
- Nikon Coolpix P7100, август 2011 (аналогична предыдущей модели)
- Nikon Coolpix P7700
- Nikon Coolpix A, март 2013 (16 мегапикселей, матрица Nikon DX[36])
- Nikon Coolpix A900
- Nikon Coolpix P7800
- Nikon Coolpix S4400

Компакты со светосильным объективом
- Nikon Coolpix P300
- Nikon Coolpix P310
- Nikon Coolpix P330
- Nikon Coolpix P340

Псевдозеркальные фотоаппараты
- Nikon Coolpix L810, февраль 2012, 16 мегапикселей, 26-кратный зум, ISO 80—1600
- Nikon Coolpix L820, январь 2013, 16 мегапикселей, 30-кратный зум, ISO 125—3200
- Nikon Coolpix L830, январь 2014, 16 мегапикселей, 34-кратный зум, ISO 125—1600
- Nikon Coolpix L840 февраль 2015, 16 мегапикселей, 38-кратный зум, ISO 125—1600
- Nikon Coolpix P500, февраль 2011, 12,1 мегапикселей, 36-кратный зум, ISO 160—3200
- Nikon Coolpix P510, февраль 2012, 16,1 мегапикселей, 41,7-кратный зум (24-1000mm), ISO 100-3200
- Nikon Coolpix P520, январь 2013, 18,1 мегапикселей, 42-кратный зум, ISO 80—3200
- Nikon Coolpix P530, февраль 2014, 16,1 мегапикселей, 42-кратный зум, ISO 100—1600 (расширение ISO до 6400)
- Nikon Coolpix P600, февраль 2014, 16,1 мегапикселей, 60-кратный зум, ISO 100—1600 (расширение ISO до 6400)
- Nikon Coolpix P610
- Nikon Coolpix B500, февраль 2016, 16 мегапикселей, 40-кратный зум, ISO 160-6400
- Nikon Coolpix P900
- Nikon Coolpix P1000

В 2016 году была анонсирована линейка компактных фотоаппаратов премиум-класса Nikon DL с матрицей 1 диагональю в 1 дюйм. В камерах предполагалось использовать объективы, разработанные для зеркальных фотоаппаратов потребительского класса: 24~85/1,8~2,8; 18~50/1,8~2,8; 24~500/2,8~5,6. Однако уже в феврале следующего года было объявлено об отмене выпуска в связи с сомнениями в коммерческом успехе.

### Зеркальные цифровые фотоаппараты
Профессиональные
- Nikon D1 сенсор Nikon DX, представлен 15 июня 1999 года, снят с производства;
- Nikon D1X сенсор Nikon DX, представлен 5 февраля 2001 года, снят с производства;
- Nikon D1H сенсор Nikon DX увеличенная частота съёмки, представлен 5 февраля 2001 года, снят с производства;
- Nikon D2H сенсор Nikon DX, представлен 22 июля 2003 года, снят с производства;
- Nikon D2X сенсор Nikon DX, представлен 16 сентября 2004 года, снят с производства;
- Nikon D2HS сенсор Nikon DX увеличенная частота съёмки, представлен 16 февраля 2005 года, снят с производства;
- Nikon D2XS сенсор Nikon DX, представлен 1 июня 2006 года, снят с производства;
- Nikon D3 полнокадровый, представлен 23 августа 2007 года, снят с производства;
- Nikon D3X полнокадровый, представлен 1 декабря 2008 года, снят с производства;
- Nikon D3S полнокадровый, представлен 14 октября 2009 года, снят с производства;
- Nikon D4 полнокадровый, представлен 6 января 2012 года, снят с производства;
- Nikon D4S полнокадровый, представлен 25 февраля 2014 года, снят с производства;
- Nikon D5 полнокадровый, представлен 5 января 2016 года, снят с производства;
- Nikon D6 полнокадровый, представлен 12 февраля 2020 года;

Полупрофессиональные
- Nikon D100 сенсор Nikon DX, представлен 21 февраля 2002 года, снят с производства;
- Nikon D200 сенсор Nikon DX, представлен 1 ноября 2005 года, снят с производства;
- Nikon D300 сенсор Nikon DX, представлен 23 августа 2007 года, снят с производства;
- Nikon D300S сенсор Nikon DX, представлен 30 июля 2009 года, снят с производства;
- Nikon D700 полнокадровый, представлен 1 июля 2008 года, снят с производства;
- Nikon D800 полнокадровый, представлен 7 февраля 2012 года, снят с производства;
- Nikon D800E полнокадровый, представлен в апреле 2012 года, снят с производства;
- Nikon D600 полнокадровый, представлен 13 сентября 2012 года, снят с производства;
- Nikon D610 полнокадровый, представлен в октябре 2013 года, снят с производства;
- Nikon Df полнокадровый, представлен в ноябре 2013 года, снят с производства;
- Nikon D810 полнокадровый, представлен в июне 2014 года, снят с производства;
- Nikon D750 полнокадровый, представлен 11 сентября 2014 года, снят с производства;
- Nikon D810A полнокадровый, представлен в феврале 2015 года, снят с производства;
- Nikon D500 сенсор Nikon DX, представлен 5 января 2016 года, снят с производства;
- Nikon D850 полнокадровый, представлен 25 июля 2017 года;
- Nikon D780 полнокадровый, представлен 7 января 2020 года;

Полупрофессиональные с сенсором Nikon DX
- Nikon D70, представлен 28 января 2004 года, снят с производства;
- Nikon D70S, представлен 20 апреля 2005 года, снят с производства;
- Nikon D80, представлен 9 августа 2006 года, снят с производства;
- Nikon D90, представлен 27 августа 2008 года, снят с производства;
- Nikon D7000, представлен 15 сентября 2010 года, снят с производства;
- Nikon D7100, представлен 21 февраля 2013 года, снят с производства;
- Nikon D7200, представлен 2 марта 2015 года, снят с производства;
- Nikon D7500, представлен 12 апреля 2017 года, снят с производства;

Для продвинутых любителей
- Nikon D5000, представлен 14 апреля 2009 года, снят с производства;
- Nikon D5100, представлен 5 апреля 2011 года, снят с производства;
- Nikon D5200, представлен 6 ноября 2012 года, снят с производства;
- Nikon D5300, представлен 17 октября 2013 года, снят с производства;
- Nikon D5500, представлен 5 января 2015 года, снят с производства;
- Nikon D5600, представлен 10 ноября 2016 года;

Начального уровня
- Nikon D50, представлен 20 апреля 2005 года, снят с производства;
- Nikon D40, представлен 16 ноября 2006 года, снят с производства;
- Nikon D40X, представлен 6 марта 2007 года, снят с производства;
- Nikon D60, представлен 29 января 2008 года, снят с производства;
- Nikon D3000, представлен 30 июля 2009 года, снят с производства;
- Nikon D3100, представлен 19 августа 2010 года, снят с производства;
- Nikon D3200, представлен 19 апреля 2012 года, снят с производства;
- Nikon D3300, представлен 7 января 2014 года, снят с производства;
- Nikon D3400, представлен 17 августа 2016 года, снят с производства;
- Nikon D3500, представлен 3 августа 2018 года;

### Беззеркальные фотоаппараты
- Серия Nikon 1 (21.09.2011- .07.2018)

Компактные системные камеры с матрицей 1 дюйм (Nikon CX) и сменной оптикой использующие байонет Nikon 1, позволяющие благодаря использованию электронного затвора вести высокоскоростную съёмку с выдержкой до 1/16000 сек. Серия отменена в июле 2018 года, так как по словам представителей компании: «Сейчас тренд — это полный кадр».
Начальный уровень S:
- Nikon S1
- Nikon S2 (14.05.2014)

Любительский сегмент J:
- Nikon J1 (21.09.2011)
- Nikon J2
- Nikon J3
- Nikon J4 (10.04.2014)
- Nikon J5

Продвинутый сегмент V:
- Nikon V1 (21.09.2011)
- Nikon V2 (24.10.2012)
- Nikon V3 (13.03.2014)

Специальный сегмент. Пыле-, влаго-, водонепроницаемость, использование в сложных климатических условиях AW:
- Nikon 1 AW1 (19.09.2013)

- Система Nikon Z

Вышедшая в 2018 году беззеркальная система основанная на полнокадровой матрице и использующая новый байонет Nikon Z.
В 2019 г. выпущена камера на байонете Z с матрицей APS — C. На июнь 2023 года существуют следующие модели:
C полнокадровой матрицей Nikon FX
- Nikon Z6 (представлен 23.08.2018)
- Nikon Z7 (представлен 23.08.2018)
- Nikon Z5 (представлен 21.07.2020)
- Nikon Z6 II (представлен 14.10.2020)
- Nikon Z7 II (представлен 14.10.2020)
- Nikon Z9 (представлен 28.10.2021)
- Nikon Z8 (представлен 10.05.2023)
- Nikon ZF (представлен 20.09.2023)
- Nikon Z6 III (представлен 17.06.2024)
- Nikon Z5 II (представлен 03.04.2025)

С матрицей формата APS-C (Nikon DX)
- Nikon Z50 (представлен 10.10.2019)
- Nikon Zfc (представлен 29.06.2021)
- Nikon Z30 (представлен 29.06.2022)
- Nikon Z50 II (представлен 07.11.2024)

## Электронные фотовспышки
Фотовспышки для цифровых фотоаппаратов представлены серией Speedlight:
- SB-N7
- SB-N10
- SB-R200
- SB-300
- SB-400
- SB-500
- SB-600
- SB-700
- SB-800
- SB-900
- SB-910
- SB-5000

## Фильм-сканеры
Компания выпускала фильм-сканеры для оцифровки большинства распространённых форматов фотоплёнки: тип-135, тип-120 и даже APS. Свой первый сканер LS-3500 для «прямого сканирования» негатива, минуя позитивный процесс, Nikon выпустил в 1988 году. В отличие от последующих моделей, основанных на светодиодной LED-подсветке, первая просвечивала негатив галогенной лампой. Название «Coolscan» всех последующих моделей указывает на холодный источник света, не приводящий к нагреву и короблению сканируемой фотоплёнки.
- (1988) LS-3500 (4096×6144, 4000 dpi, глубина цвета 30 бит)

Более ранние модели слайд-сканеров Nikon, такие, как LS-3500, LS-3510AF (есть и варианте SCSI), сублимационных принтеров (например, CP-3000), выпускавшиеся в конце 1980-х — начале 1990-х годов, использовали для подключения интерфейс GPIB. Практически все фильм-сканеры Nikon 90-х годов поддерживают только интерфейс SCSI, устаревший к середине 2000-х годов. Большинство более поздних моделей оснащались также устаревшим в настоящее время интерфейсом FireWire, и лишь некоторые поддерживают современный USB, впервые использованный в модели «Coolscan IV» в 2001 году. Название «Super Coolscan» означает увеличенную скорость сканирования, вдвое сокращающую время оцифровки по сравнению с обычными моделями «Coolscan». Впервые бренд появился в 1996 году.
- (1992) Coolscan LS-10 (2700 dpi) SCSI
- (1994) LS-3510AF (5000x5000, 3500 dpi) SCSI
- (1995) LS-4500AF (двухрежимный, 3000/1000 dpi, большой формат, глубина цвета 12 бит) SCSI
- (1996) Super Coolscan LS-1000 (2592×3888, 2700 dpi) SCSI
- (1996) Coolscan II LS-20 E (2700 dpi) SCSI
- (1998) Coolscan LS-2000 (2700 dpi, глубина цвета 12 бит) SCSI
- (1998) Coolscan III LS-30 E (2700 dpi, глубина цвета 10 бит) SCSI
- (2001) Coolscan IV LS-40 ED (2900 dpi, глубина цвета 12 бит) USB
- (2001) Coolscan LS-4000 ED (4000 dpi, глубина цвета 14 бит) FireWire
- (2001) Coolscan LS-8000 ED (4000 dpi, глубина цвета 14 бит) FireWire
- (2003) Coolscan V LS-50 ED (4000 dpi, глубина цвета 14 бит) USB
- (2003) Super Coolscan LS-5000 ED (4000 dpi, глубина цвета 16 бит) USB
- (2004) Super Coolscan LS-9000 ED (4000 dpi, глубина цвета 16 бит) FireWire

В 2007 году Nikon провёл последнее обновление программного обеспечения и драйверов для своих сканеров, и объявил, что прекращает поддержку после операционных систем Windows Vista и Mac OS 10.5. В настоящее время доступны приложения SilverFast и VueScan, выпускаемые независимыми разработчиками, и содержащие необходимые драйверы для всех фильм-сканеров Nikon.